# Skai TV
Skai TV — один з провідних телеканалів Греції. Перший ефір каналу відбувся 1993. 1999 року Skai TV продано медіа-холдингу Alpha TV, і 2000 року канал припинив мовлення, проте 2006 року відновлений.
Серед найпопулярніших адаптованих проєктів телеканалу (здебільшого телесеріали США): «24», «4400», «90210», ток-шоу «Топ-модель по-американськи», передачі про автомобілі Top Gear, Тачку на прокачку, серіали Секс та Каліфорнія, CSI: Місце злочину, Декстер, Доктор Хто, Комісар Рекс, Рим та інші.

## Проєкт «Великі Греки»
23 лютого 2009 року на грецькому загальнонаціональному телеканалі Skai TV стартувало опитування «Великі Греки», в якому взяло участь понад 700 тисяч 11-мільйонного населення країни. Десятка найвидатніших греків, на думку самих греків, має такий вигляд:
1. Александр Македонський (127 тисяч голосів);
2. Георгіос Папаніколау (104 тисячі голосів)
3. Теодорос Колокотроніс (84 тисячі голосів)
4. Константінос Караманліс (64 тисячі голосів)
5. Сократ (63 тисячі голосів)
6. Аристотель (59 тисяч голосів)
7. Елефтеріос Венізелос (56 тисяч голосів)
8. Іоанн Каподистрія (51 тисяча голосів)
9. Платон (46 тисяч голосів)
10. Перикл (36 тисяч голосів)